# Negostina
Negostina (ukr. Негостина, Nehostyna) – wieś w Rumunii, w okręgu Suczawa, w gminie Bălcăuți. W 2011 roku liczyła 1272 mieszkańców.